# Токуда, Сюсэй
Сюсэй Токуда (яп. 徳田 秋声), настоящее имя Суэо Токуда (яп. 徳田 末雄; 1 февраля 1872 года, Канадзава, префектура Исикава, Япония — 18 ноября 1943 года, Токио, Япония) — японский писатель.

## Биография
Суэо Токуда родился 1 февраля 1872 года в Канадзаве. Он был пятым ребёнком в семье и происходил из самурайского рода. Его предки принадлежали клану Кага, владевшим феодом Ёкояма. Начальное образование получил в школах Канадзавы. Тогда же у него появилось увлечение литературой и желание стать писателем. Он изучил китайский и английский языки.
В 1891 году умер его отец. Сюсэй был вынужден прервать образование и в следующем году отправился на заработки в Токио. После возвращения на родину не сразу продолжил образование, но бродяжничал и работал, например, служил газетным репортёром и учителем английского языка. В 1893 году, работая в журнале либеральной партии, взял псевдоним Сюсэй.
Первый роман «Мандариновые кусты» издал в 1896 году. Вместе с Тосоном Симадзаки, Катаем Таямой и Хакутё Масамунэ являлся ведущим представителем японского натурализма. В 1910 году кризис натурализма в японской литературе привёл к стагнации его творческой деятельности. С 1920 года Сюсэй Токуда обратился к форме психологического повествования (сисёсэцу).
Скончался 18 ноября 1943 года в Токио.
По некоторым из его романов в Японии были сняты фильмы. Памятник Сюсэю Токуде был поставлен рядом с вершиной горы Утацу в 1947 году. Автором памятника является скульптор и архитектор Ёсиро Танигути, эпитафия принадлежит поэту Муро Сайсэй.

## Романы
- «Мандариновые кусты» (яп. 薮かうじ, 1896).
- «Облака в ряд» (яп.  雲のゆくへ, 1900).
- «Новый дом» (яп. 新世帯, 1908).
- «Следы» (яп. 足迹, 1910).
- «Плесень» (яп. 黴, 1911).
- «Орден» (яп. 勲章, 1935).
- «Люди в маках» (яп. 仮装人物, 1936).